# ثورات 1848 في الممالك الإيطالية
ثورات 1848 في الممالك الإيطالية هي ثورات منظمة في دول وممالك شبه الجزيرة الإيطالية وصقلية وقادها مثقفين ومحرضين كانوا يريدون حكومة ليبرالية. كما سعى القوميون الإيطاليون للقضاء على السيطرة الرجعية للنمسا. وكانت إيطاليا في تلك الحقبة منقسمة إلى دويلات ولم تكن موحدة كما هو اليوم، حيث حكمت الإمبراطورية النمساوية شمال إيطاليا. فبدأت في إيطاليا الرغبة في التحرر من الحكم الأجنبي وقيادة النمسا المحافظة لها. فاندلعت ثورة قادها الشعب الإيطالي لإخراج النمساويين، فبدأت الثورة في اقليم بييمونتي، إحدى المقاطعات الأربع التي أجبر فيها القادة النمساويون على منح الحقوق الليبرالية. وأيضا اجبرت الانتفاضات في مملكة لومبارديا فينيشيا وبالخصوص في ميلانو، الجنرال النمساوي راديتزكي إلى التراجع إلى قلعة كوادريلاتيرو (الرباعية).
وطمح الملك كارلو ألبيرتو ملك سردينيا (الذي تمركزت مملكته حول بيدمونت وسافوي)، إلى الوقوف بجانب البندقية وميلان بضغط من ثوار المدينتين، حيث قرر حينها أن هذه هي اللحظة المناسبة لتوحيد إيطاليا تحت قيادته، فأعلن الحرب على النمسا. وشن هجوما كاملا على الرباعية، فانتصر في البداية في غويتو وبسكييرا، ولكن افتقاره إلى الحلفاء وعدم مقارنة جيشه بالجيش النمساوي، فقد هُزم هزيمة ساحقة في معركة كوستوزا في 24 يوليو 1848 على يد راديتزكي. فاجبر على توقيع الهدنة، وانسحبت قواته من لومباردي. فاستمرت النمسا مهيمنة على إيطاليا المنقسمة وانتهت الموجة الثورية مرحليا.

## البداية
كانت إيطاليا في 1848 تتألف من دوقيات ودويلات وممالك: ففي جنوب إيطاليا وجزيرة صقلية كانت مملكة صقلية، وفي وسط شبه الجزيرة الإيطالية توجد الدولة البابوية، وفي الشمال كانت الدوقيات الثلاث بارما وتوسكانا ومودينا، وفي الشمال الغربي كانت مملكة سردينيا التي تتألف من نيس وجنوة وسافوي واقليم بيدمونت وجزيرة سردينيا. ويعتمد اقتصادها اعتمادا كبيرا على الزراعة. وكانت المنتجات الزراعية عرضة لأسعار متقلبة بسبب المنافسة الأجنبية، وتباطؤ الزراعة المحلية الإيطالية يتناقض مع الزراعة الخارجية الأكثر كفاءة. فاندلعت أعمال شغب بسبب الغذاء في الفترة 1840-1847.
في 16 يونيو 1846 تم اختيار الكاردينال جيوفاني ماستاي فيريتي إلى سدة البابوية باسم البابا بيوس التاسع. وكان يعتبر ليبراليا وأثار آمال الليبراليين السياسيين والفقراء في كل من الدول البابوية وفي جميع أنحاء إيطاليا. بدأ بالعديد من الإصلاحات السياسية والاقتصادية. فعفى على الفور وبشكل مفاجئ عن مئات السجناء السياسيين، مما خلق ضجة كبيرة. وأنشأ مجلسا للدولة من أجل تقاسم السلطة، بالإضافة إلى مجلس بلدية لروما وحرس المواطنين بحيث تكون الطبقة الوسطى مسلحة وتدعم نظامه. وقد أثارت هذه المشاريع آمالا كبيرة في تأثير شعبي أكبر على الحكومة البابوية وعلى التوحيد الإيطالي، إلا أن الشعور بالخيبة كان شديدا عندما لم تحدث تلك الآمال. فشلت الإصلاحات في حل أي من المشاكل السياسية والاقتصادية الخطيرة للدول البابوية. رفض بيوس التاسع قيادة حرب تحرير إيطاليا ضد هابسبورغ النمسا لأنه معقل كاثوليكي. فأجبرت انتفاضة عنيفة في روما بيوس على الفرار في نوفمبر 1848. ففشل إصلاحاته الليبرالية المتواضعة حولته إلى يميني ورجعي عند عودته.

## الثورة

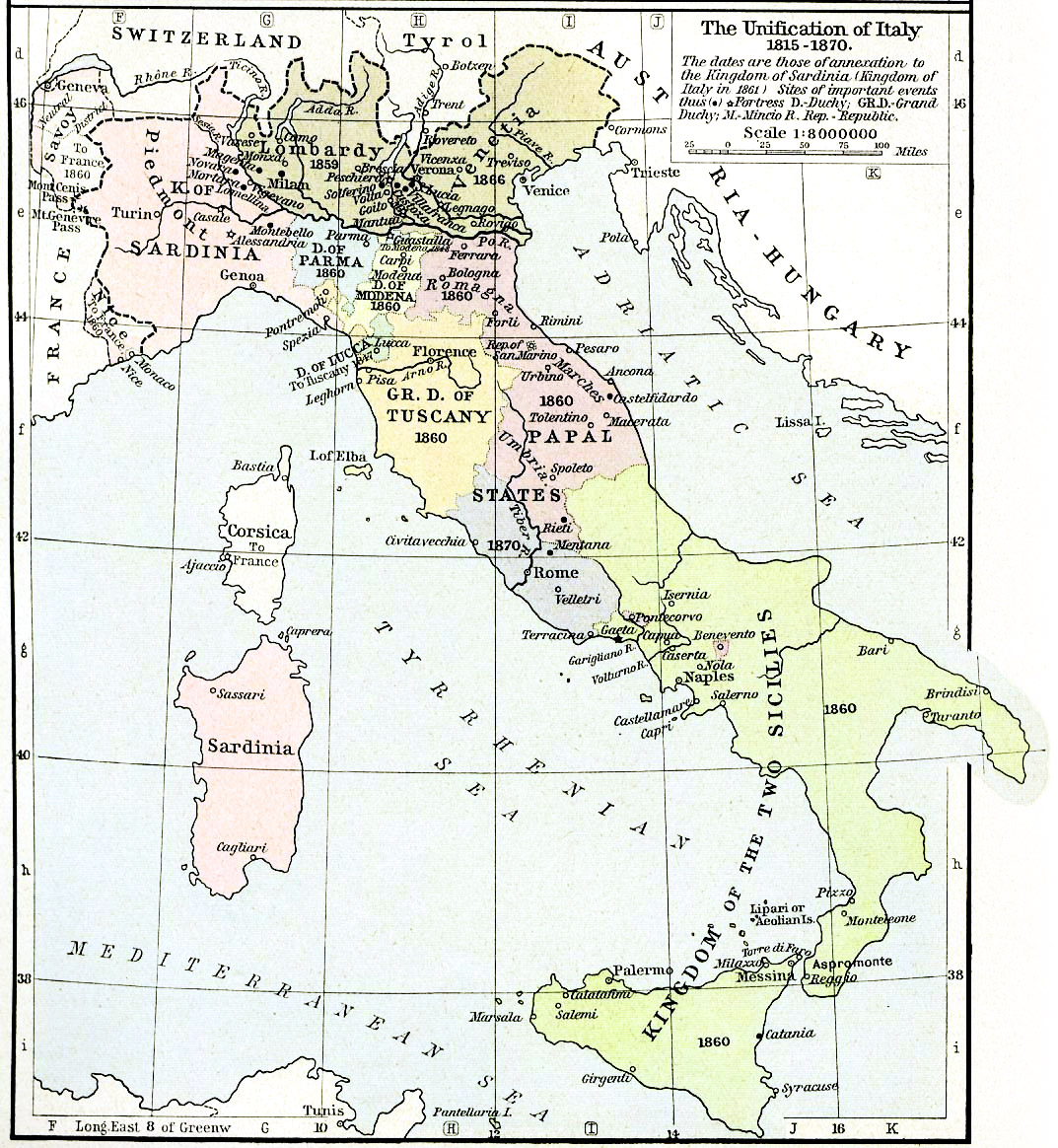
صورة لإيطاليا غير موحدة (1815-1870)

بعد أن شهدت الدويلات الإيطالية ماجرى في روما من أحداث ليبرالية ودية، بدأ سكان تلك الدول يطالبون بمعاملة مماثلة. فبدأت في صقلية يوم 12 يناير عندما طالب الناس بحكومة مؤقتة منفصلة عن حكومة البر الرئيسي. حاول الملك فرديناند الثاني مقاومة هذه التغييرات، ولكن اندلعت ثورة كاملة في صقلية، وأعقبتها ثورة أخرى في ساليرنو ونابولي. دفعت تلك الثورات بفرديناند ورجاله بالخروج من صقلية، وأجبرته على السماح بتشكيل حكومة مؤقتة.
وبالرغم ماجرى من أحداث في روما ونابولي، إلا أن ممالك إيطاليا ظلت تحت حكم محافظ. ولم يتمكن الإيطاليون في لومباردو - فينيتو من التمتع بتلك الحريات. وقد شددت الإمبراطورية النمساوية من قبضتها في هذه المنطقة وذلك بزيادة الضرائب القاسية على الشعب، وإرسال جباة الضرائب ومعهم جيش مكون من 100 ألف جندي يبقون في تلك الأراضي.

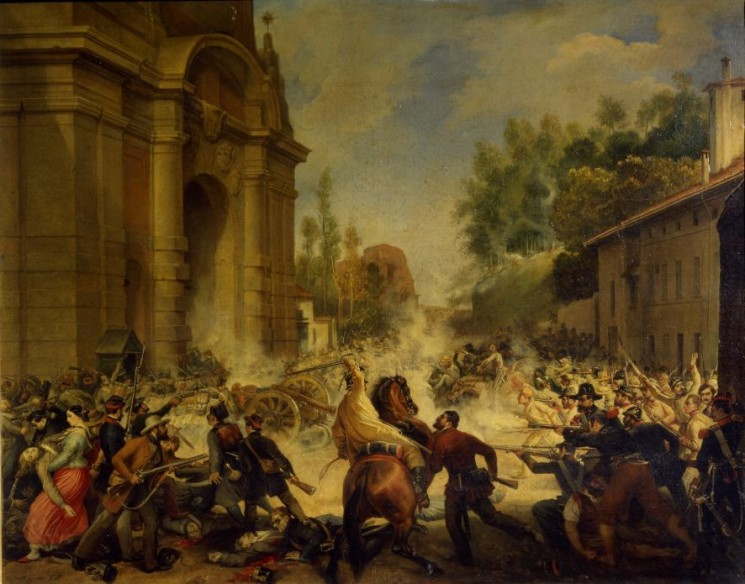
الإصطدامات بين المتظاهرين و النمساويين في بولونيا.

ساعدت هذه الثورات في صقلية على إثارة ثورات أخرى في مملكة لومبارديا فينيشيا الشمالية. فأجبرت الثوار في مدينة ميلانو اللومباردية نحو 20,000 من قوات الجنرال النمساوي راديتزكي للانسحاب من المدينة. في نهاية المطاف اضطر إلى سحب قواته تماما من الدولتين، ولكن نظرا لخبرته فقد تمكن من المحافظة على القلاع الرباعية من فيرونا وبيسكيرا ولنيانو ومانتوفا. من خلال تكتيكاته الماهرة جلب رجاله الذين تم سحبهم إلى الحصون الرئيسية. وفي الوقت نفسه ارتفعت معنويات المتمردين الايطاليين عندما انتشرت اخبار تنازل الأمير مترنيخ في فيينا، إلا أنهم لم يتمكنوا من القضاء على كامل قوات راديتسكي. بالإضافة إلى أن الملك كارلو ألبيرتو قد بدأ بنشر الدستور الليبرالي لبييمونتي.
في القلعة الرباعية بدأ الجنرال راديتزكي ورجاله بالتخطيط لهجوم مضاد لإستعادة أرضهم المفقودة. إلا أن الملك كارلو ألبيرتو ملك سردينيا قد أوقفهم. فقد بدأ في ذلك الوقت الهجوم على رباعية. وحاصر كارلو القلعة من جميع الجهات ومعه تعزيزات من 25,000 جاءوا لمساعدة مواطنيهم. وقد حصل كارلو على دعم من أمراء الدول الأخرى أثناء توجهه نحو القلعة استعدادا للهجوم، وهؤلاء الأمراء هم:ليوبولدو الثاني دوق توسكانا الأكبر أرسل 8,000، البابا بيوس ساهم ب 10,000، وفرديناندو الثاني ارسل 16,050 رجل بناء على نصيحة من الجنرال غولييلمو بيبي. فهاجموا الحصون وتمكنوا في 3 مايو 1848 من كسب معركة غويتو والاستيلاء على قلعة بسكييرا.
وفي تلك المرحلة أصبح البابا بيوس التاسع متوترا بسبب هزيمة الإمبراطورية النمساوية فسحب جنوده، مشيرا إلى أنه لا يستطيع أن يؤيد حربا بين دولتين كاثوليكيتين. أما الملك فرديناندو الثاني فقد طلب بسحب جنوده وعزلهم عن الحرب. غير أن بعضهم لم يمتثل لذلك واستمر بأخذ الأوامر من الجنرالات بيبي ودوراندو وجيوفاني. وبعدها بسنة شن كارلو هجوما آخر، ولكن لقلة الدعم وعدم وجود قوات، فقد هزم في معركة نوفارا.

## آثار تلك الثورات

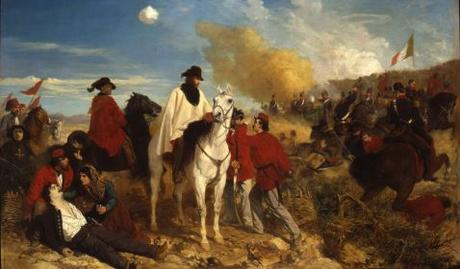
جوزيبي غاريبالدي في روما.

على الرغم من أن البابا بيوس قد تخلى عن الحرب ضد النمساويين، فإن العديد من شعبه ما زالوا يقاتلون إلى جانب مع كارلو ألبيرتو. وثار شعب روما ضد حكومة بيوس واغتالوا بيلجرينو روسي وزير بيوس. مماأجبر البابا على الهرب إلى حصن جيتا تحت حماية الملك فرديناند الثاني. ثم انضم إليه ليوبولدو الثاني دوق توسكانا الأكبر في فبراير 1849 والذي اضطر إلى الفرار بسبب تمرد آخر. كما انهزمت بييمونتي أمام النمساويين في 1849، وقرر كارلو ألبيرتو التنازل عن العرش لصالح ابنه فيكتور ايمانويل الثاني.
وأعلنت في روما جمهورية رومانيا قصيرة الأجل وتولى السلطة جوزيبي غاريبالدي وجوسيبي مازيني وجاءا بتشريعات شعبية للقضاء على الضرائب المرهقة وإعطاء العمل للعاطلين عن العمل لبناء «روما الشعب». وقد نجحت الجمهورية في إلهام الشعب لبناء أمة إيطالية مستقلة. كما حاولت أن تحسن اقتصاديا حياة المحرومين من الخدمات من خلال توزيع أراضي الكنيسة الواسعة على الفلاحين الفقراء. كما تم إصلاح السجون وملاجئ المختلين عقليا، وكذلك حرية الصحافة وقدمت التعليم العلماني لكنها ابتعدت عن «حق العمل» بعد أن رأت فشله في فرنسا.
هيمنت أسعار التضخم الجامح على اقتصاد الجمهورية. بالإضافة إلى إرسال قوات للدفاع عن بييمونتي من القوات النمساوية وضع روما في خطر من هجوم نمساوي. ومع ذلك فقد طلب البابا بيوس المساعدة من نابليون الثالث. ورأى الرئيس الفرنسي (قبل أن يصبح امبراطورا) أن ذلك فرصة لكسب الدعم الكاثوليكي. وصل الجيش الفرنسي عن طريق البحر تحت قيادة الجنرال شارل أودينو، وعلى الرغم من الخسارة الأولى أمام غاريبالدي، إلا أن الفرنسيين بمساعدة النمسا تمكنوا من هزيمة الجمهورية الرومانية. وعاد البابا بيوس التاسع إلى المدينة في 12 يوليو 1849 وحكم تحت الحماية الفرنسية حتى 1870.

## قراءات أخرى
- De Mattei, Roberto. Pius IX (2004)
- Ginsborg, Paul. "Peasants and Revolutionaries in Venice and the Veneto, 1848," Historical Journal, Sep 1974, Vol. 17 Issue 3, pp 503–550 in JSTOR
- Ginsborg, Paul. Daniele Manin and the Venetian Revolution of 1848-49 (1979)
- Rapport, Michael. 1848: Year of Revolution (2010) pp 79–93
- Robertson, Priscilla. Revolutions of 1848: A Social History (1952) pp 311–401 ISBN 0-691-00756-X
- Smith, Denis Mack. Mazzini (1996) excerpt and text search